# Jorthy Mokio
Jorthy Mokio (* 29. Februar 2008 in Gent) ist ein belgischer Fußballspieler mit kongolesischen Wurzeln. Der Abwehrspieler steht in den Niederlanden bei Ajax Amsterdam unter Vertrag.

## Karriere
Mokio begann seine Karriere bei KAA Gent. Am 29. März 2024 gab Mokio gegen den Standard Lüttich sein Ligadebüt. Im Juni 2024 wechselte Mokio in die Niederlande zu Ajax Amsterdam und unterschrieb einen langfristigen Vertrag. Seine ersten Minuten Spielpraxis erlangte er in der UEFA Conference League gegen Jagiellonia Białystok.